# Peucesta
Peucesta o Peuceste (in greco antico: Πευκέστης?, Peukéstes; in dialetto dorico: Πευκέστας; Mieza, attorno al 370 a.C. – Frigia, dopo il 301 a.C.) è stato un militare macedone antico.

## Biografia
Nobile Macedone, figlio di un generale di nome Alessandro, partecipò alla spedizione asiatica di Alessandro Magno come alto ufficiale. Il suo nome compare tra i comandanti della flotta fluviale che operò sull'Idaspe (326 a.C.). Poco dopo, nell'assalto alla città dei Malli in India, protesse Alessandro, che era stato ferito, con il sacro scudo di Atena, proveniente dal tempio di Ilio. Secondo quanto attestano gli antichi storici, Alessandro premiò con grandi onori Peucesta e gli concesse la satrapia della Persia; ancor prima aveva già accolto Peucesta nelle file dei somatofilachi, la guardia del corpo del re. A Susa Peucesta fu il primo soldato ad essere stato onorato con una corona d'oro per il suo coraggio. Peucesta mostrò grande comprensione per gli antichi dominatori, come peraltro aveva fatto lo stesso Alessandro, e nel suo governo si sforzò di conciliare l'elemento greco-macedone con quello persiano, adottando i costumi persiani.
Nella primavera del 323 a.C. un esercito di 20 000 soldati persiani guidato da Peucesta si unì a quello di Alessandro a Babilonia. Peucesta è ricordato fra coloro che sono stati accanto ad Alessandro durante la malattia finale. Non sembra che abbia preso parte alle discussioni dopo la morte di Alessandro, ma nella divisione delle province che ne seguì (spartizione di Babilonia, 323 a.C.), Peuceste ottenne nuovamente il governo della Persia, confermato anche nella seconda spartizione di Triparadiso (321 a.C.). La sua successiva politica sembra essere stata diretta a rafforzare la sua posizione, e nella guerra tra i diadochi Eumene di Cardia (satrapo di Cappadocia e Paflagonia) e Antigono (satrapo della Frigia) fu dapprima dalla parte di Eumene. Dopo la battaglia della Gabiene (316 a.C.), nella quale Eumene fu sconfitto, Peucesta passò dalla parte di Antigono, trasferendosi in Frigia presso la corte di quest'ultimo. Sembra fosse ancora vivo ai tempi del figlio di Antigono, Demetrio Poliorcete.